# Pugni, pupe e pepite
Pugni, pupe e pepite (North to Alaska) è un film western del 1960 diretto da Henry Hathaway.

## Trama
In Alaska agli inizi del '900, è scoppiata la corsa all'oro e sorgono come funghi le città minerarie, popolate solo da uomini. In una di queste vive Sam McCord, che ha trovato una vena aurifera insieme ai fratelli George e Billy Pratt.
Un giorno Sam si reca a Seattle, incaricato da George di portargli in Alaska la fidanzata che lo aspettava in attesa che facesse fortuna, ma in città scopre che questa si è sposata con un altro. Allora, pur di non tornare a mani vuote, porta con sé Michelle, una prostituta francese chiamata "Angelo". Tuttavia questa è convinta che sia Sam l'uomo con cui dovrà vivere e non la prende bene quando scopre di essere trattata come un "regalo" per George. La donna deve mettere anche a freno gli assalti del fratello di George, il giovane Billy, stanco di vivere senza una ragazza in un campo di minatori.
Anche la miniera dà dei problemi a Sam e ai due fratelli, quando Frankie Canon cerca di rubar loro la concessione. Michelle decide di lasciare l'Alaska, chiedendo un passaggio al capitano di una nave: Sam sceso in città per contrastare i maneggi di Canon, dopo una furibonda rissa che coinvolge tutti gli abitanti, finalmente dichiara a Michelle il suo amore davanti a tutti, convincendola a restare.

## Colonna sonora
Johnny Horton cantò la canzone North to Alaska nei titoli di testa, tuttavia non visse per vedere il suo successo, in quanto morì in un incidente d'auto il 5 novembre 1960 (otto giorni prima dell'uscita del film).
I testi della canzone, scritti da Mike Phillips, durante i titoli di apertura forniscono una retrospettiva per spiegare il punto in cui il film inizia. Una versione strumentale viene anche suonata al pianoforte quando Sam e Angelo arrivano nel saloon della cittadina di Nome. Il motivo fu un successo nelle classifiche nazionali di Billboard.

## Produzione
L'Alaska fu annessa agli Stati Uniti come 49º stato nel 1959 e all'epoca era molto in voga, per questo furono girati altri film ivi ambientati. Il film trascorse molto tempo in pre-produzione (durante il quale era conosciuto anche come Go North) e fu ritardato dallo sciopero degli sceneggiatori e dal coinvolgimento di Wayne nel realizzare il film La battaglia di Alamo (1960). Le riprese ambientate nel Nord dell'Alaska non iniziarono prima del maggio 1960.
La maggior parte delle riprese fu realizzata a Point Mugu, in California. La produzione iniziò senza una sceneggiatura completa e il film fu ampiamente improvvisato dal regista e dagli attori. Uscito nelle sale il 13 novembre 1960, il film ottenne un buon successo di pubblico.